# Veinticinco de Mayo (Buenos Aires)
Pour les articles homonymes, voir Veinticinco de Mayo.
Veinticinco de Mayo, mais principalement typographié 25 de Mayo, est une localité argentine située dans le partido homonyme, dans la province de Buenos Aires.

## Démographie
La localité compte 23 408 habitants (Indec, 2010), ce qui représente une augmentation de 8 % par rapport au recensement précédent de 2001 qui comptait 22 581 habitants.

## Topographie
Distante de 220 km de Buenos Aires et de 270 km de la capitale provinciale La Plata, on y accède par la route provinciale 51, qui peut être reliée à la route nationale 205 à Saladillo et à la route nationale 5 au carrefour près de Chivilcoy. On peut également y accéder par la route provinciale 46, qui vient de l'ouest et relie toute la région du nord-ouest.

## Armoiries
Les armoiries officielles de 25 de Mayo, œuvre de Carlos A. Grau, ont été approuvées par le Conseil délibérant le 6 août 1949. Selon son auteur, sa forme ovale correspond au style des armoiries espagnoles. Sur le plan supérieur, la dune et la croix de tacuara reproduisent symboliquement la première fortification installée en 1828 sous le nom de Cruz de Guerra (en français : « Croix de guerre »). Dans la partie inférieure, le mangrullo, une petite mule et un auvent indigène sont les éléments qui intègrent graphiquement l'historique Cantón de Las Mulitas, fondé le 8 novembre 1836, qui est à l'origine de la localité.

## Religion
| Diocèse  | Nueve de Julio          |
| -------- | ----------------------- |
| Paroisse | Santa Catalina de Siena |